# Eppur si muove

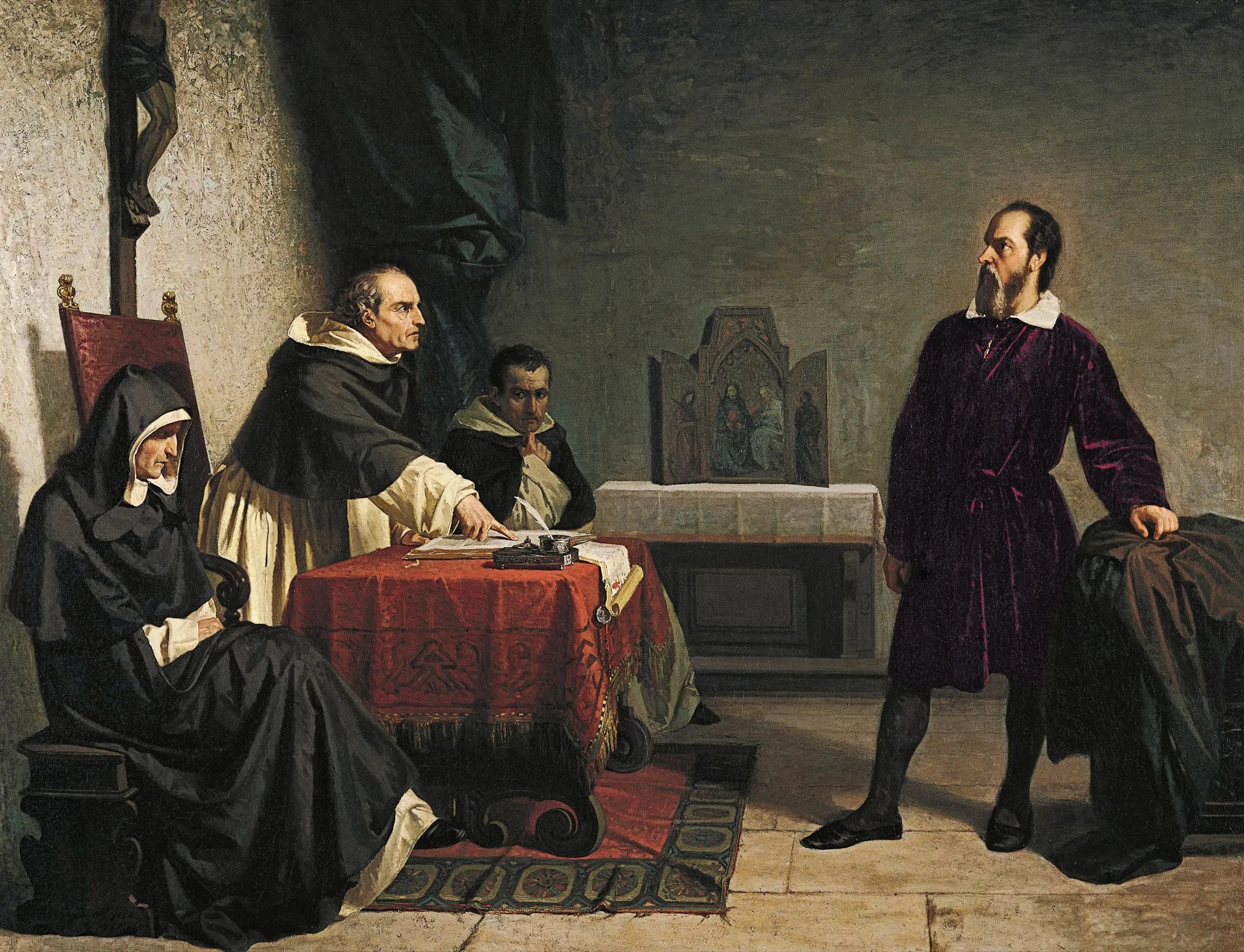
Obraz Galilea před soudem od Cristiana Banti z roku 1857

Eppur si muove! (italsky doslova A přece se pohybuje) do češtiny obvykle překládáno jako A přece se točí je fráze, kterou podle legendy publikované v Querelles Littéraires (1761), Galileo Galilei zašeptal poté, co byl nucen se veřejně zříci Koperníkova učení před inkvizičním soudem (nejstarší zmínka je v anglicky psané knize z roku 1757, kterou napsal Giuseppe Baretti). Ovšem Galileův životopisec Vincenzo Viviani frázi nezmiňuje.